# Mulde
La Mulde (en allemand : /ˈmʊldə/,,, ? Écouter [Fiche]) est une rivière en Saxe et en Saxe-Anhalt, Allemagne, et un affluent de l'Elbe.

## Géographie
La longueur de son cours d'eau est de 124 kilomètres.
Cette rivière est constituée par le confluent de la Mulde de Zwickau (Zwickauer Mulde) (passant par Zwickau) et de la Mulde de Freiberg (Freiberger Mulde) (avec Freiberg sur ses berges), toutes les deux ont leur source dans les Monts Métallifères. De là, la Mulde se dirige vers le nord en Saxe-Anhalt. Elle passe à Dessau-Roßlau, l'ancienne capitale d'Anhalt, et se jette ensuite dans l'Elbe.